# Brooklands

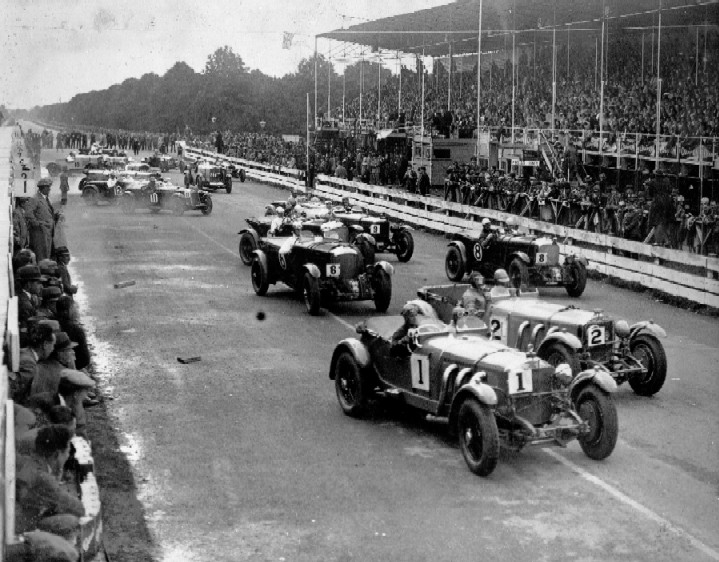
Carrera de automovilismo en Brooklands en la década de 1930.

Brooklands era un predio situado en la localidad de Weybridge en el condado de Surrey, Inglaterra, Reino Unido, donde funcionó el primer autódromo construido específicamente para carreras de motor en la historia del deporte. Se inauguró el 17 de junio de 1907 como parte de un proyecto de Hugh Locke-King de permitir a la industria británica de probar vehículos motorizados a altas velocidades y así desafiar el liderazgo que ostentaba Francia. Entre 1908 y fines de la década de 1980 funcionó un aeródromo y fábrica de aviones.
Desde 1987 funciona el Museo de Brooklands, que tiene una gran colección de los primeros automóviles, motocicletas y aviones asociados a Brooklands, incluyendo el Concorde. En 2006 se inauguró el centro de conducción Mercedes-Benz World.
La pista consistía en un óvalo peraltado de 2,75 millas (4.430 metros) de longitud pavimentado con cemento, con dos curvas a la izquierda de alta velocidad y un codo a la derecha. Las instalaciones podían albergar a 287.000 espectadores.
Varios de los récords de velocidad en tierra de la década de 1910 se marcaron en Brooklands. Durante la Primera Guerra Mundial, Brooklands sirvió como fábrica de aviones militares. La actividad deportiva retornó en la década de 1920, y en 1926 y 1927 se disputaron las dos primeras ediciones del Gran Premio de Gran Bretaña. A fines de la década de 1930, la pista se usó para competiciones de ciclismo de la Unión Nacional de Ciclistas británica. Nuevamente funcionó como centro de producción de aviones militares en el transcurso de la Segunda Guerra Mundial, y nunca más se disputarían competiciones deportivas.